# Karim Findi
Karim Findi, szül. Ebdulkerîm Findî (Dahúk, 1946. február 22.) kurd író, újságíró, politikus, tanár, egykori pesmerga katona. A Kurd Regionális Kormány egykori tagja. 1946-ban született egy Dahúkhoz közeli faluban, Észak-Irakban, Dahúk kormányzóságban, az Iraki Kurdisztánban.

## Életpályája
Tanulmányait Dahúk városában végezte. Tagja volt a Kurdisztáni Hallgatói Uniónak, ahol a titkári tisztséget töltötte be (1959-1974). 1974-ben diplomázott a moszuli Egyetem Bölcsészettudományi Kar Angol Tanszékén. Legelőször tanárként kezdte pályafutását Dahúkban. Egy Memê Alan nevű iskolában tanított, ahol 1984-ben igazgató lett. 1970. október 11-én A Kurd Írók társaságának a tagja, 1984-től 1991-ig pedig a vezetője. A Dahúki Kurd Írók Egyesületének a titkára volt. 1986-tól 1991-ig helyet foglalt az Iraki Írók Egyesületében is. 1993. április 8-án a ténylegesen független Kurd Regionális Kormány tagja, Dahúk tartomány vezérigazgatója.
Számos könyvet írt különböző témákban, többek között a politika, földrajz, nyelv, irodalom és történelem témaköreiben.
Angol, kurd és arab nyelveken alkot.
A Kurdisztáni Újságíró Szindikátus egyik alapítója.
1997-ben a Karwan Magazine főszerkesztője volt, amelyet a Kurdisztáni Régió Kulturális Minisztériuma adott ki.
A „Karwan Academic” magazin titkára, amelyet ugyancsak az előbb említett minisztérium adott ki.
A Dijla magazin főszerkesztője a magazin megjelenésének teljes ideje alatt – a politikai, kulturális és általános témakörű magazin 42 számot ért meg és ez volt az első latin betűkkel írott kurd nyelvű magazin.

## Művei
- Bekir Begê Erizî kurd könyveinek összegyűjtése, elemzése, vizsgálata (1982)[4]
- Meyro, Mihemed Emîn Bozarslan (tanár) története (latinról arab nyelvre való fordítás) (1985)[5]
- Gulçîn, Ordîxanê Celîl jezídi professzor története (szláv nyelvről arab nyelvre való fordítás) (1988)[3]
- Szeptemberi Forradalom az Iraki Kurdisztánban (arab nyelven) (1995).[6]
- Dahúk tartomány vezetője (arab és angol nyelven) (1995)[7]
- Kurd törzsek az észak-moszuli vilajetben (angol nyelvről való fordítás) (1996)[8]
- Khani (Xanî) fesztivál (közreműködik és szerkeszti) (1996)[9]
- A vándorló Barzanî története (1998)
- A pesmergák aranyévfordulója (közreműködik: Şewket Yezdîn sejk; fordítva a kurd nyelv arab írásmódjáról latin írásmódra) (1999 körül)[9]
- Barzanî nem bízik meg senkiben (fordító: Şewket Yezdîn sejk; fordítva a kurd nyelv arab írásmódjáról latin írásmódra) (2001 körül)[8]
- A Badinan kastély és egyes történelmi helyszínei (arab nyelven; Dahúk, 2012)
- A Badinan kastély és egyes történelmi helyszínei (arab nyelven; London, 2012)[10][11]
- A kurd nyelv a Badinan régióban (fordító; arab nyelven, 2012)[12]

## Fordítás
- Ez a szócikk részben vagy egészben  az   Ebdulkerîm Findî című kurd Wikipédia-szócikk ezen változatának fordításán alapul.  Az eredeti cikk szerkesztőit annak laptörténete sorolja fel. Ez a jelzés csupán a megfogalmazás eredetét és a szerzői jogokat jelzi, nem szolgál a cikkben szereplő információk forrásmegjelöléseként.
- Ez a szócikk részben vagy egészben  a   Karim Findi című angol Wikipédia-szócikk ezen változatának fordításán alapul.  Az eredeti cikk szerkesztőit annak laptörténete sorolja fel. Ez a jelzés csupán a megfogalmazás eredetét és a szerzői jogokat jelzi, nem szolgál a cikkben szereplő információk forrásmegjelöléseként.